# Get

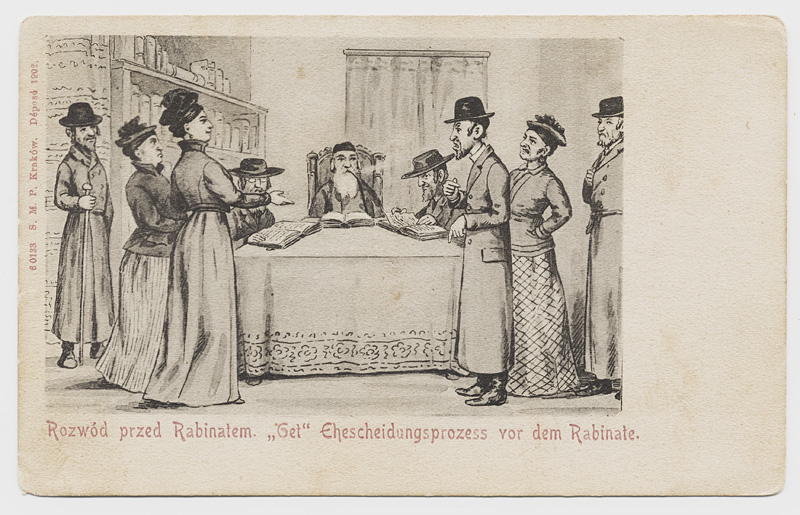
Ilustración de un proceso de divorcio, Museo Judío de Suiza.

Un get o guet (en hebreo: גט‎, en plural gittin גיטין) es un documento en la ley religiosa judía que formaliza el divorcio entre una pareja judía. Los requisitos para obtener un get incluyen que el documento sea presentado por el esposo a su esposa. La parte esencial del get es una declaración muy breve: «Por medio de la presente estás permitida a cualquier otro hombre». El efecto del get es liberar a la mujer del matrimonio y, en consecuencia, ella es libre de casarse con otro y que las leyes judías del adulterio ya no se aplican. El get también le devuelve a la esposa los derechos legales que el esposo tenía con respecto a ella, en caso de tener alguno.

## Etimología
El término bíblico para el documento de divorcio, descrito en Deuteronomio 24, es «Sefer Keritut», (en hebreo: ספר כריתת‎). La palabra get puede tener su origen en la palabra sumeria para «documento», GID.DA. Parece haber pasado de sumerio a acadio como gittu, y de allí al hebreo misnáico De hecho, en la Mishná, get puede referirse a cualquier documento legal, aunque se refiere principalmente a un documento de divorcio. (Tosefet Beracha a Ki Tisa)

## Requerimientos
La halajá (ley judía) requiere las siguientes formalidades específicas para que un get sea considerado válido:
- El documento de divorcio debe estar escrito,[4] esto generalmente lo hace un sofer (escriba religioso profesional). Debe haber sido escrito con la instrucción explícita y la aprobación voluntaria del esposo,[4] con la intención específica de que sea utilizado para la pareja específica. No se puede escribir inicialmente con espacios en blanco para completar más tarde.
- Debe ser entregado a la esposa, cuya aceptación física del get se requiere para completar y validar el proceso de divorcio.[4]
- Debe estar escrito en un documento nuevo y no debe haber posibilidad de borrar el texto limpiamente.[4]
- No puede estar escrito en algo que esté conectado al suelo (por ejemplo, una hoja de higuera).[5]
- El get no puede estar predatado.

Cualquier desviación de estos requisitos invalida el procedimiento de obtención del divorcio.
El get debe ser otorgado por el marido de libre albedrío; sin embargo, el consentimiento de la esposa no es un mandato bíblico (sin embargo, la tradición asquenazí establece que un esposo no puede divorciarse de su esposa sin su consentimiento). No se puede otorgar un get por temor a alguna obligación que alguna de las partes se comprometió a cumplir en un acuerdo de separación. Dicho acuerdo puede contemplar cuestiones como la custodia de los hijos, su manutención y la liquidación de la propiedad en común. Sin embargo, cualquiera de las partes puede retirarse de tal acuerdo, sólo si pueden convencer al tribunal religioso de su deseo genuino de restaurar la armonía matrimonial. En tal situación, siguen aplicándose todas las obligaciones matrimoniales reconocidas. Por otro lado, las condiciones pecuniarias estipuladas por las partes en el acuerdo de separación seguirían siendo válidas y exigibles, aunque el estado matrimonial sigue existiendo.

## Mesorevet get (Rechazo del Get)
Las leyes de divorcio religioso judío solo prevén un divorcio iniciado por el marido. Sin embargo, la esposa tiene derecho a solicitar el divorcio en un tribunal rabínico. El tribunal, si encuentra una causa justa según lo prescrito en la ley judía, requerirá que el esposo se divorcie de su esposa. En tales casos, un esposo que rechazara la demanda del tribunal de que se divorciara de su esposa sería sometido a diversas sanciones para presionarlo a que conceda el divorcio. Tales penas incluían castigos monetarios y castigos corporales, incluido el obligar al marido a pasar la noche en una tumba sin nombre (con la implicación de que podría convertirse en su tumba). En el Israel de hoy en día, los tribunales rabínicos tienen el poder de sentenciar a un esposo a prisión para obligarlo a concederle un get a su esposa. Los tribunales rabínicos fuera de Israel no tienen poder legal para hacer cumplir tales sanciones. Esto a veces conduce a una situación en la que el esposo hace demandas al tribunal y a su esposa, exigiendo un acuerdo monetario u otros beneficios, como la custodia de los hijos, a cambio del get. Destacadas feministas judías han luchado contra tales demandas en las últimas décadas.
Destacados rabinos ortodoxos han señalado durante muchos años fuentes rabínicas que afirman que cualquier coerción puede invalidar un get, excepto en los casos más extremos, y se han pronunciado en contra de las «organizaciones de get», que afirman que a menudo han exagerado situaciones que podrían de lo contrario heberse resuelto de manera amistosa.
En algunas ocasiones, un hombre se negará por completo a conceder el divorcio. Esto deja a su esposa sin posibilidad de volver a casarse dentro del judaísmo ortodoxo. Tal mujer se llama mesorevet get (literalmente «rechazado su divorcio») si un tribunal determina que tiene derecho a divorciarse. Un hombre así que se niega a darle un get a su esposa, es frecuentemente rechazado por las comunidades ortodoxas y excluido de las actividades religiosas comunitarias, en un esfuerzo por forzarle a que otorgue el get.
En el judaísmo conservador, también se requiere un get. Sin embargo, en los casos en los que el esposo se niega a otorgar el get y el bet din (tribunal rabínico) ha dictaminado que la negativa del esposo no está justificada, la condición matrimonial puede ser terminada por hafqa'at kiddushin o «la anulación del matrimonio». Esto requiere una mayoría de votos del tribunal conjunto del movimiento conservador, que está compuesto de nueve eruditos rabínicos. Tras su autorización del proceso, el bet din puede emitir un certificado de anulación. Este protocolo se considera extremo y se invoca solo en casos de extrema necesidad.

## Agunot
Si se obtiene un divorcio civil, todavía existe la necesidad bajo la ley judía de que se siga el procedimiento de divorcio religioso judío si la pareja desea ser considerada divorciada de acuerdo con la ley religiosa judía o volver a casarse según la misma. En este caso, el marido todavía tendría que entregar el documento de get a la esposa y la esposa debe aceptarlo. De lo contrario, la pareja puede divorciarse en virtud de la ley civil del país mientras todavía se considera que están casados según la ley judía, con todas las consecuencias que se derivan de ese estado. Está prohibido religiosamente que cualquiera de los cónyuges se vuelva a casar sin un get. Para el hombre, es una violación de la ley ortodoxa de la santa Torá, pero las consecuencias son más graves para la mujer, ya que hacerlo se considera adulterio según la ley judía, y los niños concebidos en ella se consideran mamzerim.